# Abdus Salam
Abdus Salam, (Jhang, Brit India, 1926. január 29. – Oxford, Egyesült Királyság, 1996. november 21.) Nobel-díjas pakisztáni fizikus, asztrofizikus.

## Életútja
1952-től 1954-ig a lahori Pandzsáb Egyetem matematikaprofesszora, majd 1954-től 1956-ig a Cambridge-i Egyetemen, 1957-től 1993-ig a Londoni Egyetemen oktatott. 1964-től haláláig a kezdeményezésére létrejött trieszti Nemzetközi Elméleti Fizikai Központ első igazgatója volt. 1961-től 1974-ig a pakisztáni államfők tudományos főtanácsadójaként is tevékenykedett.

## Munkássága
Főként kvantummechanikával, a részecskefizikával kölcsönhatások és szimmetriák vizsgálatával foglalkozott. A fizikai Nobel-díjat az elemi részecskék közötti elektromágneses és elektrogyenge kölcsönhatásról alkotott elméletéért kapta 1979-ben.
1990-től a Magyar Tudományos Akadémia tiszteleti tagja.